# Zachariáš Frankl
Rabín Zachariáš Frankl (německy Zacharias Frankel; 30. září 1801 Praha – 13. února 1875 Vratislav) byl zakladatel konzervativního judaismu.

## Životopis
Narodil se roku 1801 v Praze jako prvorozený syn obchodníka Koppelmanna Beermanna Frankela (* 1771) a jeho ženy Ester. Po studiích u rabína Becalela Ransburga studoval v Budapešti filozofii, přírodní vědy a filologii. Tam byl 15. listopadu 1830 na univerzitě promován doktorem filozofie. V roce 1831[zdroj⁠?!] byl jmenován oblastním rabínem v Litoměřicích se sídlem v Teplicích, kde také působil. 25. listopadu 1836 byl přijat do Židovské obce.[zdroj⁠?!] Ve svých 36 letech byl povolán saskou vládou do Drážďan, aby se stal místním vrchním rabínem. V roce 1853 založil Židovský teologický institut v tehdy německé Vratislavi a stal se jeho rektorem. Ve Vratislavi žil až do své smrti roku 1875.

## Dílo
- hebrejský úvod k Mišně
- hebrejský úvod k Jeruzalémskému talmudu
- Monatschrift für die Geschichte und Wissenschaft – založil a v prvních letech vedl Měsíčník pro židovské dějiny a vědu, který vycházel v letech 1852–1839